# Vicent Peris
Vicent Peris (Sogorb, 1478- València, 1522) va ser un militar valencià, capità general de l'exèrcit agermanat durant de la revolta de les Germanies del Regne de València.
Des dels inicis de la revolta armada, els agermanats van mostrar fortes discrepàncies internes, en estar formats per grups socials amb interessos ben diferents i de vegades contraposats. Peris fou un líder radical de la revolta que substituí el moderat Joan Llorenç. Peris obtingué dos grans èxits militars inicials: la presa del castell de Xàtiva el 14 de juliol del 1521 i la victòria de la batalla de Gandia, el 23 de juliol del mateix any.
Posteriorment, el moviment va perdre unitat, i es produïren discrepàncies entre els seus líders, i les següents campanyes militars van concloure en derrotes dels agermanats. Peris, després de fer-se fort uns mesos a Xàtiva, tornà a València la nit del 18 de febrer del 1522, amb l'objectiu de revifar la revolta, car, des de la capital, la burgesia rebel estava pactant una eixida negociada.
En una desesperada aventura, Vicent Peris s'instal·là en la seva pròpia casa i hi congregà els seus partidaris, cosa que va desembocar en un dur combat durant tota aquella nit pels carrers de València, fins que un grup de soldats aconseguí incendiar la seva casa. Peris acabà lliurant-se al capità Diego Ladrón de Guevara. El 3 de març del 1522, entraren definitivament les tropes reials a València, i es realitzà l'execució, l'endemà, de Vicent Peris i els seus col·laboradors més directes.